# François Hennebique
François Hennebique (Neuville-Saint-Vaast, 1841. április 25. – Párizs, 1921. március 7.) francia mérnök, aki 1892-ben szabadalmaztatta az új vasbeton építési rendszer (pl. az oszlop és gerenda) egyetlen monolit elemként való felhasználását.  
A Hennebique rendszer egyike volt a modern vasbeton építési mód első megjelenítőinek.

## Életpályája
Hennebique először kőfaragóként dolgozott, később különös érdeklődést tanúsított a régi templomok helyreállításához. Hennebique a Béton ARME rendszer segítségével beton tűzálló kovácsoltvas gerendákat készített Belgiumban, a ház projekthez 1879-ben. Azonban rájött, hogy a padló rendszer gazdaságosabb lenne, ha vashoz a födémnél betont is használnak.
Üzlete gyorsan fejlődött, 1896-ra Brüsszelben öt főt foglalkoztató  vállalkozássá bővült, két évvel később pedig, amikor Párizsba költözött, már 25 fősre nőtt. Ezen kívül volt egy gyorsan bővülő céghálózata is. Ezek közé tartozott L.G. MOUCHEL és FA Macdonald & Partners-Britanniában, és Eduard Züblin Németországban.
1897-ben emelte a Weaver Building rendszer segítségével az első épületet, az akkori dokkok területén Swanseaban, de ezt 1984-ben lebontották, amikor a dokkot fejlesztették, hogy helyet csináljanak a tengerészeti negyednek. Az eredeti épület töredékét a Tawe partján egy emléktábla őrzi. A fennmaradt épületek, hidak más cégek technológiáival készültek, bár a Hennebique maga is tervezett néhány struktúrát, többek között 1899-ben a Châtellerault-i hidat.

## Galéria

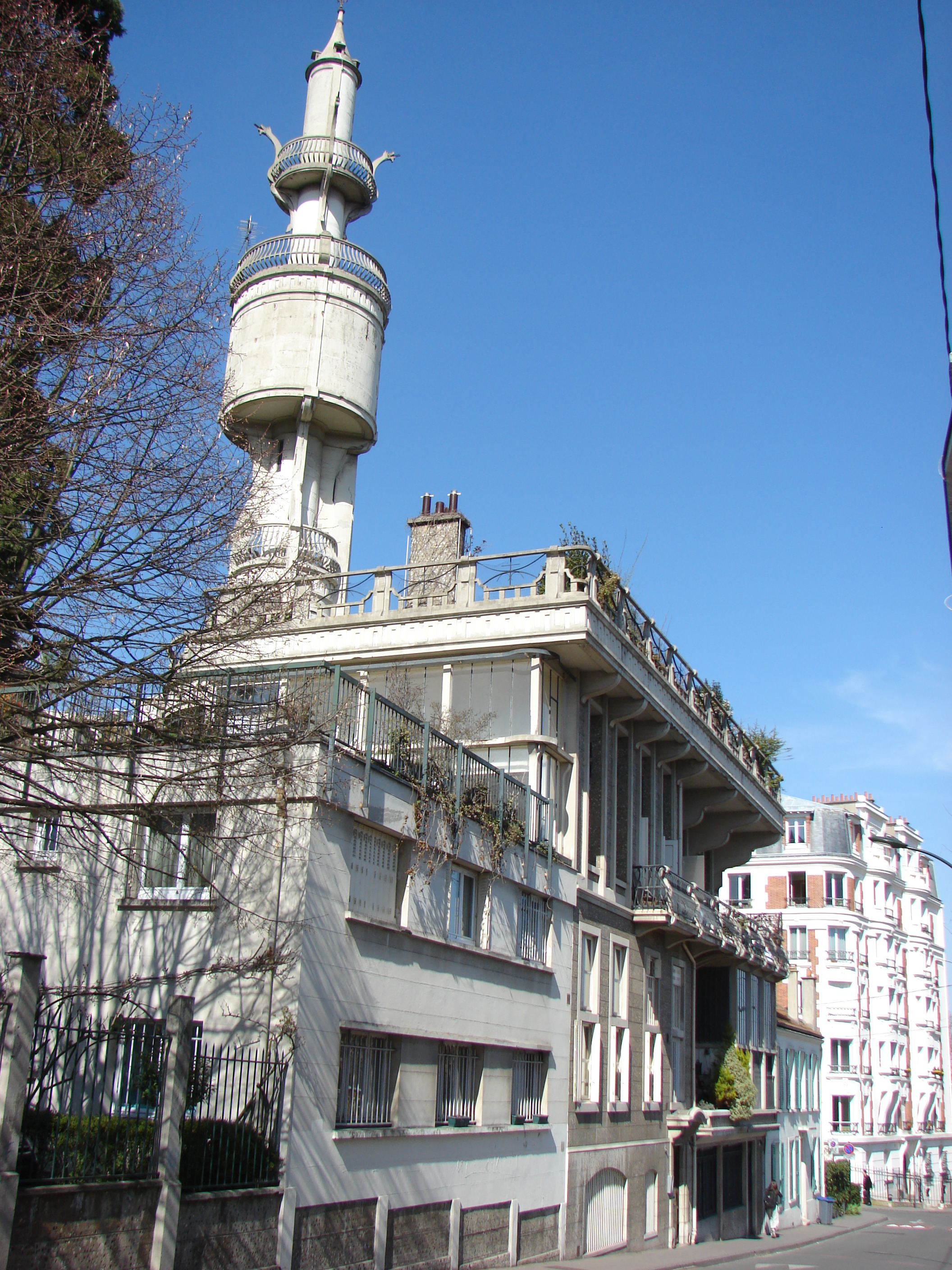
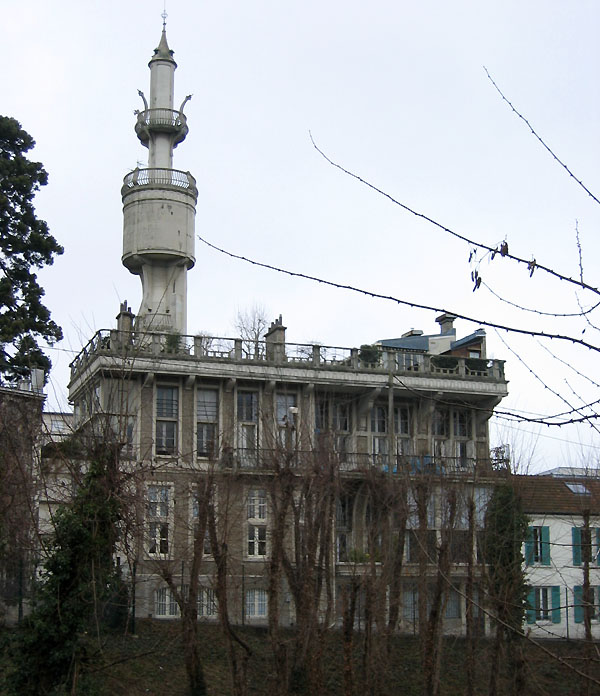
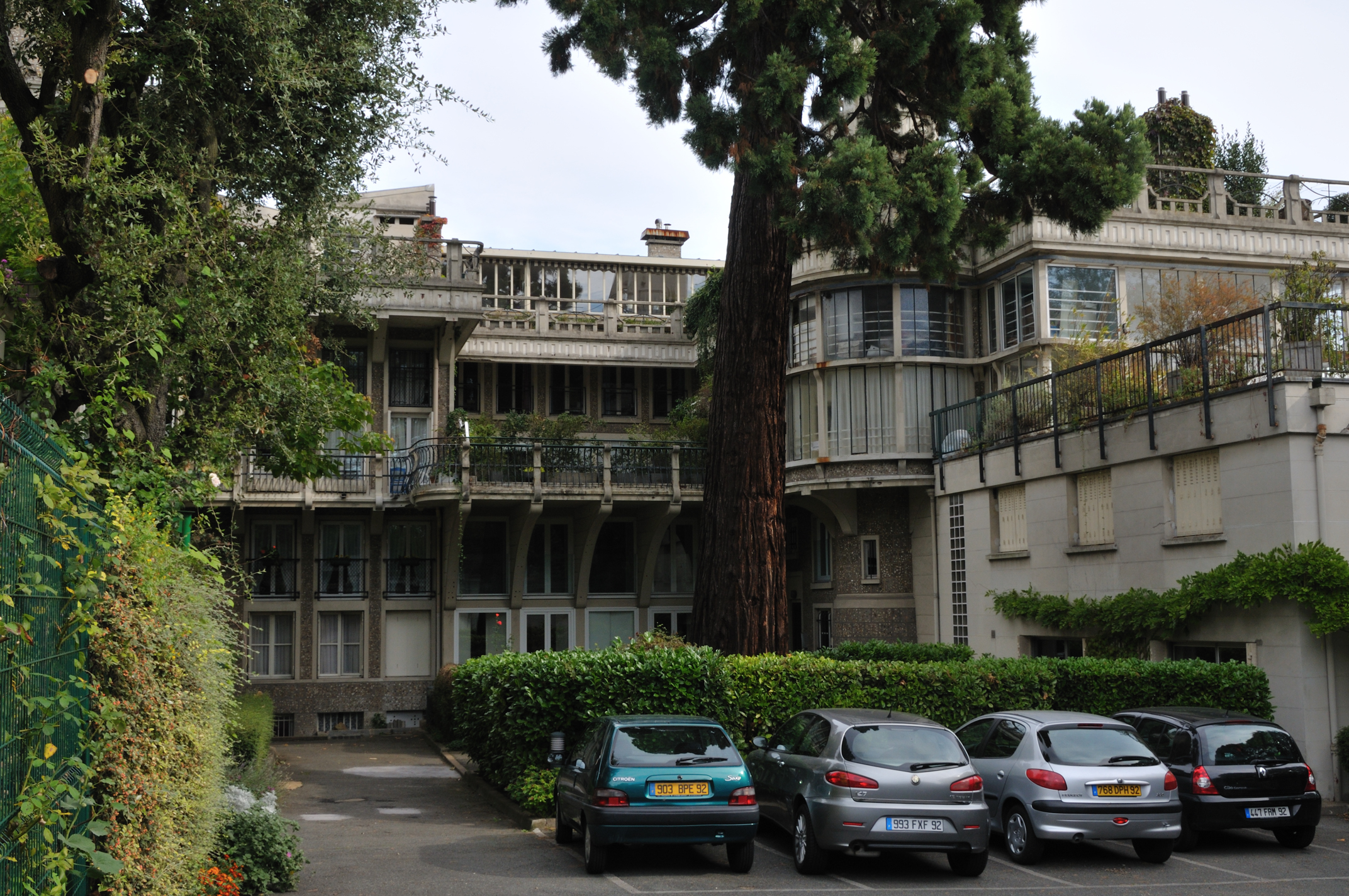
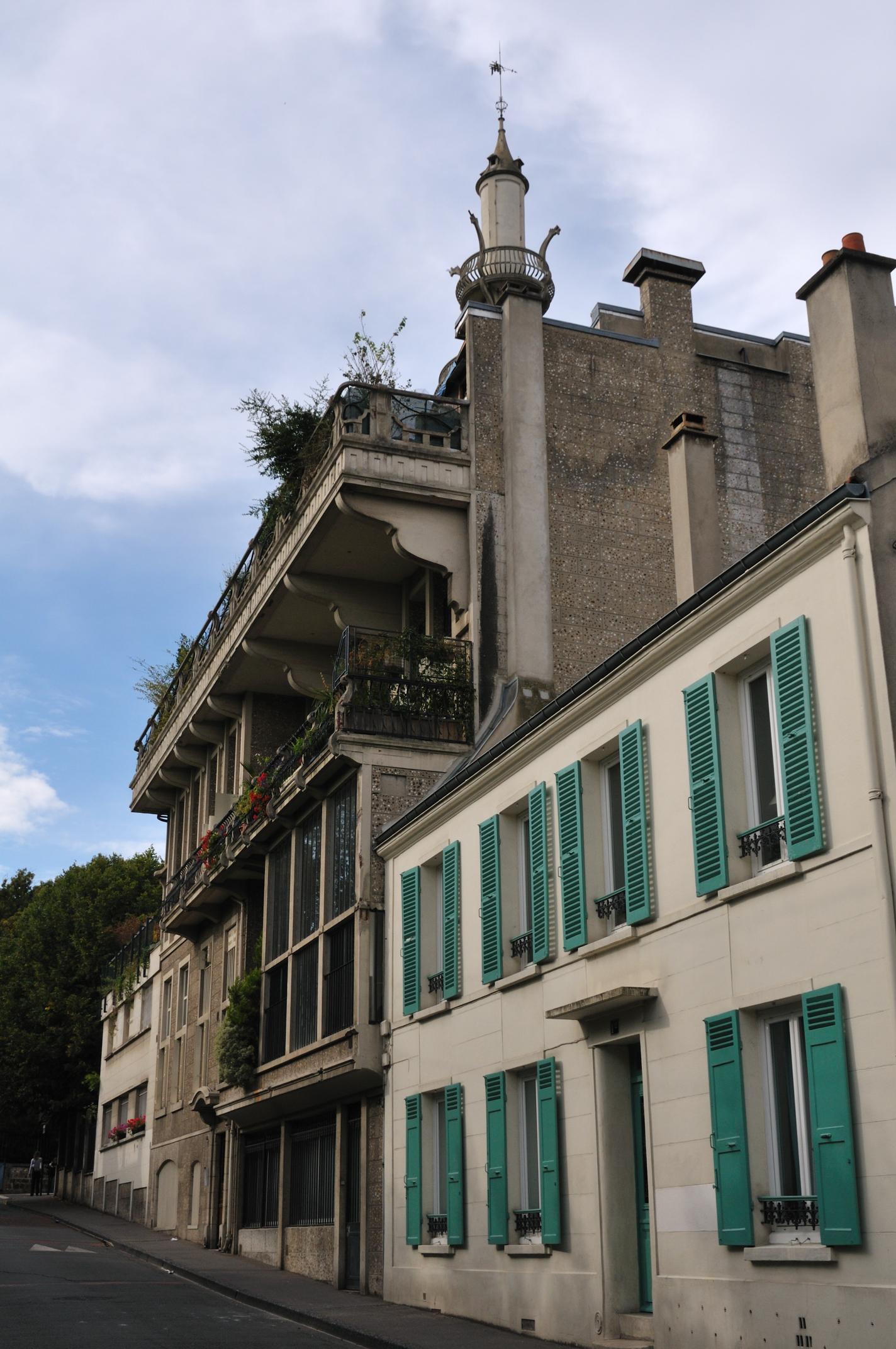
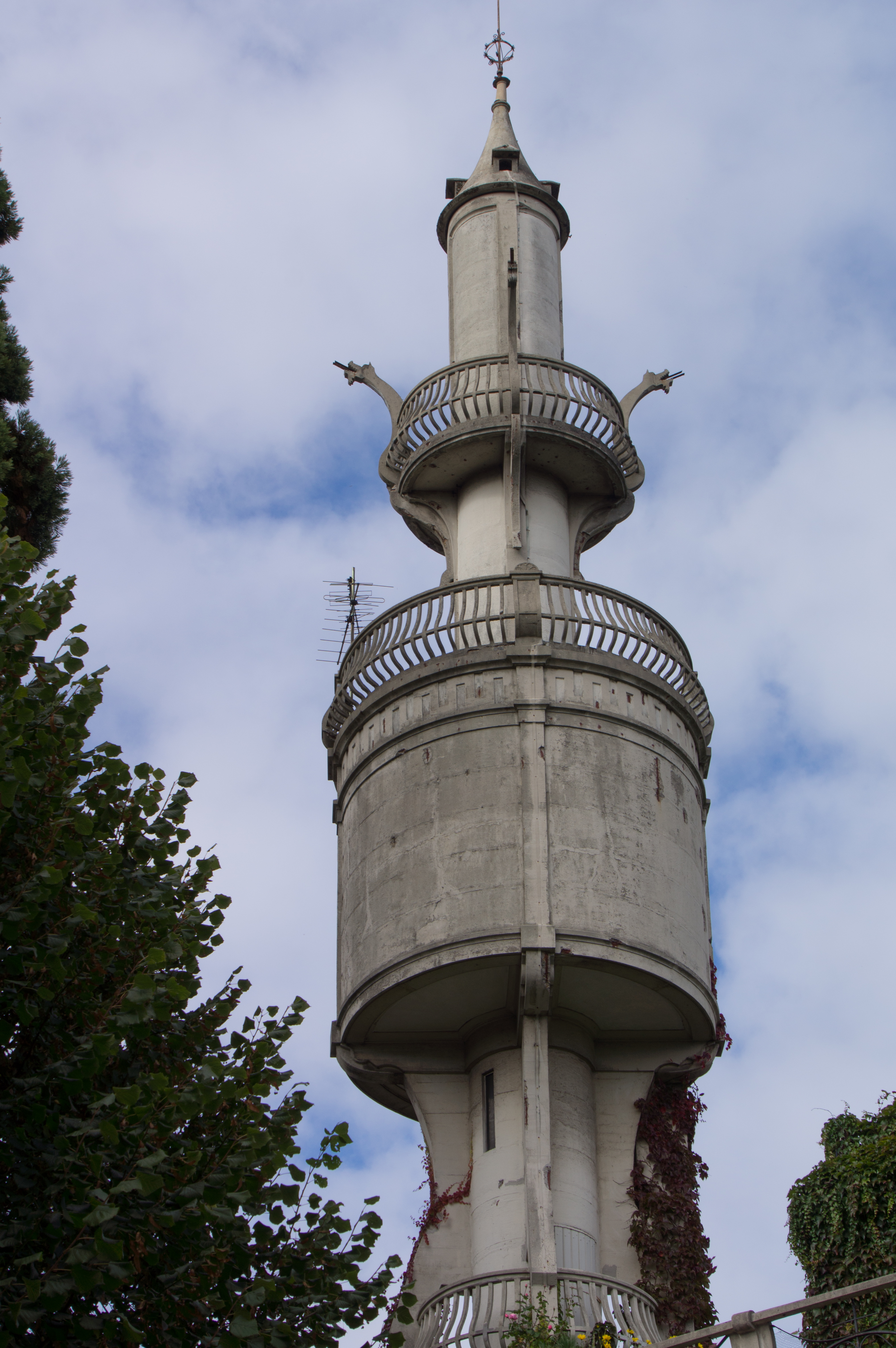